# Советские специалисты за рубежом
Советские специалисты за рубежом — специалисты различных специальностей из СССР, посылаемые, по направлению различных советских организаций, на работу за рубежи страны (обычно в «страны народной демократии» или же в «страны социалистической ориентации», изредка в капиталистические страны Запада и Востока).
Советские военные специалисты получали своё денежное довольствие исключительно от правительства Советского Союза, а Приказ Министра обороны Союза ССР № 010, запрещал получать подарки ценностью выше определенной суммы от правительств и местных жителей государства пребывания.

## Советские гражданские специалисты за рубежом
Советские гражданские специалисты за рубежом — инженеры, техники, рабочие высокой квалификации, направляемые за рубеж для оказания технической помощи в различных отраслях промышленности дружественных стран.
Направлялись по линии Государственного комитета по внешнеэкономическим связям (ГКЭС) — Технопромэкспорт, Атомэнергоэкспорт и прочего.

## Советские военные специалисты за рубежом

### Виды
Советские военные специалисты за рубежом были двух видов: 
- Военспецы — военнослужащие ВС СССР, направляемые для оказания помощи в освоении, обслуживании и эксплуатации военной техники и вооружений в ВС других государств;
- Военные советники — военнослужащие ВС СССР, занимающиеся подготовкой личного состава, консультациями по методам ведения боевых действий и участвующие в планировании боевых операций в ВС других государств.

В некоторых случаях и те и другие могли непосредственно участвовать в боях с противником.

### Государства
Советские военные специалисты и советники находились:
- Группа советских военных специалистов в Алжире (1962—1964)[1][2] (см. История Алжира)
- Группа советских военных специалистов в Анголе (1975—1994)[3]
- Группы советских военных специалистов в Восточной и Центральной Европе[бел.] (1944 — вторая половина 1950-х)
- Группа советских военных специалистов во Вьетнаме (1961—1991)
- Группа советских военных специалистов в Гвинее
- Группа советских военных специалистов в Камбодже[бел.] (апрель — декабрь 1970)
- Группа советских военных специалистов в Китае (1923 — конец 1950-х)
- Группа советских военных специалистов в Египте (1955—1973)
- Группа советских военных специалистов в Лаосе[бел.] (1960—1970, 1974—1991)[4]
- Группа советских военных специалистов в Ливии (1970—1992)
- Группа советских военных специалистов в Испании (1936—1939)
- Группа советских военных специалистов в Иране
- Группа советских военных специалистов в Ираке[бел.] (1958—1990)
- Группа советских военных специалистов в Йемене[бел.] (1962—1991)
- Группа советских военных специалистов в Корее (1948—1950)
- Группа советских военных специалистов на Кубе (1962—1993)
- Группа советских военных специалистов в Мозамбике[бел.] (1975—1991)[5]
- Группа советских военных специалистов в Никарагуа[бел.] (1978—1990)[6]
- Группа советских военных специалистов в Сирии (1956—1991)
- Группа советских военных специалистов в Сомали[бел.] (27 апреля 1962 — 19 ноября 1977)
- Группа советских военных специалистов в Судане[бел.] (1969—1977)
- Группа советских военных специалистов в Эфиопии[бел.] (1977—1979)

также, в составе советских войсковых формирований:
- Группа советских войск в Германии (1945—1994)
- Группа советских войск в Монголии (1921, 1939 и 1945 годы)
- Ограниченный контингент советских войск в Афганистане (1979—1989)

### В произведениях культуры
- роман «Журналист» (1996)